# Аутагейми (окръг, Уисконсин)
Окръг Аутагейми (на английски: Outagamie County) е окръг в щата Уисконсин, Съединени американски щати. Площта му е 1668 km², а населението - 160 971 души (2000). Административен център е град Апълтън.